# Kozubszczyzna
Kozubszczyzna is een plaats in het Poolse district  Lubelski, woiwodschap Lublin. De plaats maakt deel uit van de gemeente Konopnica en telt 750 inwoners.